# Listă de generali romani
Generalii romani au avut de obicei cariere politice, fiind reținuți de istorie pentru alte merite decât serviciul lor în Armata Romană. În această pagină sunt prezentați oameni de care istoria își amintește pentru realizările lor în conducerea armatelor romane de pe uscat și de pe mare.

## A
Manius Acilius Glabrio (consul 67 î.Hr.) --
Manius Acilius Glabrio (consul 191 î.Hr.) --
Manius Acilius Glabrio (consul 91) --
Titus Aebutius Elva --
Aegidius --
Lucius Aemilius Barbula --
Marcus Aemilius Lepidus (triumvir) --
Lucius Aemilius Paulus Macedonicus --
Marcus Aemilius Scaurus (praetor 56 î.Hr.) --
Marcus Antonius Orator --
Gaius Antonius --
Lucius Antonius (fratele lui Marc Antonius) --
Marcus Antonius Creticus --
Marc Antoniu --
Manius Aquillius (129 î.Hr.) --
Arrian --
Lucius Artorius Castus --
Gaius Asinius Pollio (consul 40 î.Hr.) --
Aulus Atilius Calatinus --
Marcus Atilius Regulus --
Publius Attius Varus --
Aureolus 

## B
Lucius Cornelius Balbus (minor) --
Barbatio --
Lucilius Bassus --
Publius Ventidius Bassus --
Bonifacius --
Bonosus (usurper) --
Decimus Junius Brutus Albinus --
Decimus Junius Brutus Callaicus  --
Marcus Junius Brutus --

## C
Quintus Caecilius Metellus --
Aulus Caecina Alienus --
Marcus Calpurnius Bibulus --
Gaius Calpurnius Piso (consul 67 î.Hr.) --
Gaius Carrinas (general) --
Gaius Carrinas (consul 43 î.Hr.) --
Gaius Cassius Longinus --
Quintus Tullius Cicero --
Gaius Julius Civilis --
Appius Claudius Caudex --
Marcus Claudius Marcellus --
Gaius Claudius Nero --
Claudius Pompeianus --
Publius Claudius Pulcher --
Lucius Clodius Macer --
Gnaeus Domitius Corbulo --
Coriolanus --
Lucius Cornelius Cinna --
Gnaeus Cornelius Lentulus Clodianus --
Publius Cornelius Lentulus Spinther --
Lucius Cornelius Lentulus --
Scipio Aemilianus Africanus --
Publius Cornelius Scipio --
Scipio Asiaticus --
Lucius Cornelius Scipio Barbatus --
Publius Cornelius Scipio Nasica --
Lucius Cornelius Scipio --
Lucius Cornelius Sulla --
Tiberius Coruncanius --
Curius Dentatus

## D
Publius Decius Mus (279 î.Hr.) --
Publius Decius Mus (340 î.Hr.) --
Publius Decius Mus (312 î.Hr.) --
Dexippus --
Aulus Didius Gallus --
Titus Didius --
Gnaeus Domitius Ahenobarbus (consul 32 î.Hr.) --
Gnaeus Domitius Ahenobarbus (consul 122 î.Hr.) --
Gnaeus Domitius Calvinus --
Nero Claudius Drusus --
Julius Caesar Drusus --
Gaius Duilius

## F
Fabius Maximus Rullianus --
Fabius Maximus 
--
Fabius Valens --
Gaius Flaminius --
Gaius Flavius Fimbria --
Quintus Fufius Calenus --
Fullofaudes --
Marcus Fulvius Flaccus (consul 125 î.Hr.) --
Marcus Fulvius Flaccus (consul 264 î.Hr.) --
Quintus Fulvius Flaccus --
Quintus Fulvius Flaccus (consul 179 î.Hr.) --
Marcus Fulvius Nobilior --
Marcus Furius Camillus --
Flavius Aetius --
Cornelius Fuscus

## G
Aulus Gabinius --
Gaius Julius Caesar cel Bătrân --
Servius Sulpicius Galba (pretor 54 î.Hr.) --
Cestius Gallus --
Lucius Gellius Publicola --
Germanicus --
Gundobad --
Gāius Salvius Līberālis

## H
Gnaeus Hosidius Geta 

## J
Lucius Julius Caesar III --
Iulius Caesar --
Lucius Junius Brutus

## L
Gaius Laelius --
Titus Larcius --
Marcus Aemilius Lepidus (consul 6 AD) --
Publius Licinius Crassus Dives Mucianus --
Marcus Licinius Crassus --
Lucius Licinius Lucullus --
Litorius --
Lucullus --
Mucianus --
Quintus Ligarius --
Marcus Livius Salinator --
Marcus Lollius --
Quintus Lollius Urbicus --
Lucius Caecilius Metellus Denter --
Lucius Pinarius --
Lucius Pomponius (Secundus) --
Gaius Lutatius Catulus --
Quintus Lutatius Catulus

## M
Gnaeus Mallius Maximus --
Titus Manlius Torquatus --
Titus Manlius Torquatus (235 î.Hr.) --
Lucius Manlius Vulso Longus --
Gaius Marcius Rutilus --
Marcius Turbo --
Gaius Marius  --
Gaius Marius the Younger --
Lucius Mummius Achaicus --
Marcus Valerius Maximianus

## N
Tiberius Nero --
Gaius Norbanus Flaccus --
Gaius Norbanus

## O
Gaius Octavius --
Gnaeus Octavius --
Odaenathus --
Lucius Opimius --
Publius Ostorius Scapula

## P
Gnaeus Papirius Carbo --
Lucius Papirius Cursor --
Tiberius Claudius Paulinus --
Marcus Perperna Vento --
Marcus Perperna --
Quintus Petillius Cerialis --
Publius Petronius Turpilianus --
Lucius Calpurnius Piso (consul 15 î.Hr.) --
Aulus Plautius --
Gnaeus Pompeius --
Pompey --
Sextus Pompeius --
Pompeius Strabo --
Pomponius Secundus --
Marcus Popillius Laenas --
Marcus Popillius Laenas (consul 173 î.Hr.) --
Lucius Postumius Albinus --
Marcus Antonius Primus --
Publius Cornelius Dolabella (consul 283 î.Hr.) --
Marcus Pupius Piso Frugi Calpurnianus

## Q
Lusius Quietus --
Cincinnatus --
Publius Quinctilius Varus --
Titus Quinctius Flamininus --
Quintus Aemilius --
Quintus Pedius

## R
Ricimer --
Marcus Roscius Coelius --
Publius Rutilius Lupus (consul 90 î.Hr.) --
Publius Rutilius Rufus

## S
Salvidienus Rufus --
Gaius Scribonius Curio --
Sejanus --
Tiberius Sempronius Gracchus (consul 238 î.Hr.)
Tiberius Sempronius Gracchus (consul 215 și 213 î.Hr.) --
Tiberius Gracchus Major --
Tiberius Sempronius Longus (consul 194 î.Hr.) --
Tiberius Sempronius Longus (consul 218 î.Hr.) --
Marcus Sergius --
Quintus Sertorius --
Gaius Servilius Ahala --
Quintus Servilius Caepio --
Gnaeus Servilius Geminus --
Quintus Servilius Caepio the Younger --
Sextus Julius Severus --
Lucius Cornelius Sisenna --
Lucius Flavius Silva'"--"'
Gaius Sosius --
Stilicho --
Gaius Suetonius Paulinus --
Faustus (II) Cornelius Sulla --
Publius Cornelius Sulla --
Publius Sulpicius Galba Maximus --
Servius Sulpicius Galba (consul 144 î.Hr.) --
Publius Sulpicius Rufus --
Syagrius
Scipio--
Sextus Calpurnius Classicus (senator și general of Hadrian)

## T
Marcus Terentius Varro Lucullus --
Gaius Terentius Varro --
Titus Vinius --
Trebonius

## U
Ursicinus (general roman) 

## V
Valens (usurper) --
Marcus Valerius Corvus --
Gaius Valerius Flaccus (consul 93 î.Hr) --
Lucius Valerius Flaccus --
Publius Valerius Laevinus --
M. Valerius Laevinus --
Manius Valerius Maximus Corvinus Messalla --
Marcus Valerius Messalla Corvinus --
Flavius Valila Theodosius --
Marcus Vipsanius Agrippa